# 鶴見内蔵助
鶴見 内蔵助（つるみ くらのすけ、生年不詳‐元禄7年（1694年））は、江戸時代中期の武士。備中松山藩水谷家の国家老。諱は良直。
鶴見氏は常陸下館藩主時代から水谷家に仕えた家柄。水谷家のもとで代々鶴見家の当主は1,000石の知行と内蔵助の通称を受け継いだ。元禄6年（1693年）に水谷家が無嗣で改易となると、備中松山城を収城使の播磨赤穂藩主浅野長矩に城明け渡しを行うこととなった。この城明け渡しに際に赤穂藩国家老大石良雄（内蔵助）が単身で備中松山城内に入り、鶴見内蔵助と話し合って開城へこぎつけたという（両内蔵助の対談）。城受け渡しの様子で大石については「人々あれが赤穂の家老ぞと云ひて指さし、女共まで嘲笑す」と悪口が記されている。
元禄7年（1694年）に死去。鶴見家はその後、孫・玉之助の代で絶える。内蔵助の娘婿・小野重正の子が鶴見定右衛門良喬として名跡を継ぎ、備中国川上郡布賀村を所領とする旗本となった水谷家に召しだされ、布賀村代官を代々つとめて明治時代を迎えた。昭和期の評論家・政治家である鶴見祐輔はその末裔である。その子に「べ平連」で知られる活動家・哲学者の鶴見俊輔、孫にマルクス主義民俗学者の鶴見太郎が居る。